# Palácio dos Carrancas
El palacio de los Carrancas (en portugués: Palácio dos Carrancas, lit. 'palacio de los 'ceño fruncido'') es un singular edificio neoclásico situado en la rua D. Manuel II en Oporto, Portugal. Actualmente es la sede del Museo Nacional Soares dos Reis, el museo más antiguo del país.
El edificio está clasificado como Imóvel de Interesse Público desde 1934.

## Historia
El Palacio está marcado por una historia compleja tanto en lo que respeta a sus "piedras" como a la de sus ocupantes. Fue mandado construir a partir de 1795 para residencia particular y fábrica de la familia Morais e Castro. Los hermanos Morais e Castro eran prósperos negociantes, propietarios de la fábrica Tirados de Ouro e Prata na Rua dos Carrancas. En 1836 la reina D. Maria II atribuyó a Manuel Mendes de Morais e Castro el título de primer barón de Nevogilde. 
Su construcción se dio en pleno período urbanístico coordinado por Francisco de Almada e Mendonça. El proyecto del edificio es, tradicionalmente, atribuido a Joaquim da Costa Lima Sampaio —arquitecto de la ciudad— que participó también en los importantes edificios de la Feitoria Inglesa y del Hospital de Santo António, cuyo autor es John de Carr de York.
El palacio se convertía así en la más importante residencia de la ciudad y parte del movimiento neoclasicista que allí ocurrió. La decoración, según las descripciones de la época, fue objeto de especial cuidado: los muros de los salones se encontraban recubiertos por majestuosas alegorías y paisajes al fresco ejecutadas por pintores italianos. 
Elegante e imponente, el palacio dos Carrancas (nombre atribuido al palacio popularmente, en consecuencia del conocido mal genio de su propietario) fue el lugar elegido para alojar ilustres personajes, aunque no siempre con el consentimiento de sus propietarios: fue la residencia oficial del general Soult, en 1809, en plenas invasiones francesas; sirvió de cuartel general del duque de Wellington después de la huida de las tropas napoleónicas. El general Beresford, el príncipe Guillermo de Nassau, y muchas otras personalidades relacionadas con el ejército libertador, se han alojado en el palacio. Durante el sitio de Oporto sirvió, también, de cuartel general a D. Pedro IV que, temiendo que la artillería miguelista pudiera llegar hasta la ciudad, estuvo allí instalado solamente cuatro meses.

### Palacio Real da Torre da Marca
En 1861, el palacio fue transformado en palacio real. Adquirido por D. Pedro V para alojar a los soberanos en visita al Norte, el edificio estaba necesitado de obras de reparación y mejoras, aunque no sufrió cambios importantes, excepto la extinción de la fábrica.
Con distinta extensión en sus visitas, el palacio acogió a D. Luis y a D. Maria Pia, a D. Carlos y a la reina D. Amelia, así como a D. Manuel II. Con excepción de esas visitas reales el palacio estaba esencialmente sin usarse. Esta situación se volvió más clara con la implantación de la República Portuguesa y el exilio real. En su testamento de 1915, conocido solamente después de su muerte —en 1932—, Don Manuel II determinó la entrega del Palacio a la Misericordia, para que allí se instalara un hospital.
Es actualmente el lugar en el que se encuentra instalado el Museo Nacional Soares dos Reis.